# Vânătorii Mici
Vânătorii Mici est une commune du județ de Giurgiu en Roumanie.